# Coccoloba liebmannii
Coccoloba liebmannii är en slideväxtart som beskrevs av Gustav Lindau. Coccoloba liebmannii ingår i släktet Coccoloba och familjen slideväxter. Inga underarter finns listade i Catalogue of Life.